# 長嶺尚子
長嶺 尚子（ながみね しょうこ、1971年2月26日 - ）は、沖縄県出身の女優。
血液型 B型。
第1回日本美人大賞（1990年）ヘレンカーチス特別賞。

## 出演作品

### TV
- ラブジェネレーション（1997年）
- 眠れる森（1998年） - 祥子 役
- ナオミ（1999年）-宮沢一恵役
- チープラブ（1999年 TBS） - 佐々木由紀 役
- 恋の神様（2000年 TBS）
- 菜の花の沖（2000年） - おじう 役

### オリジナルビデオ
- 塀の中の懲りない奴ら！（1993年）- 奈々子 役

### CM
- NTT 「ポケベル」（1990年）
- 日清食品 「カップヌードル酢豚」「カップヌードル角煮」（1998年）

| スタブアイコン | サブスタブ | この項目は、まだ閲覧者の調べものの参照としては役立たない、俳優（男優・女優）に関連した書きかけの項目です。この項目を加筆・訂正などしてくださる協力者を求めています（P:映画/PJ芸能人）。 |